# Misgurnus
Misgurnus is een geslacht van straalvinnige vissen uit de familie van de modderkruipers (Cobitidae).

## Soorten
- Misgurnus anguillicaudatus (Cantor, 1842)
- Misgurnus buphoensis Kim & Park, 1995
- Misgurnus fossilis (Linnaeus, 1758) – Grote modderkruiper
- Misgurnus mizolepis Günther, 1888
- Misgurnus mohoity (Dybowski, 1869)
- Misgurnus nikolskyi Vasil'eva, 2001
- Misgurnus tonkinensis Rendahl, 1937